# Günter Rosenkötter
Günter Rosenkötter ist ein deutscher Jurist und emeritierter Professor an der Hochschule Kehl.

## Leben
Rosenkötter promovierte im Jahre 1969 an der Albert-Ludwigs-Universität Freiburg zum Thema Die Sperrwirkung des jugendrichterlichen Beschlusses nach § 45 Abs. 1 Satz 1 JGG. Er lehrte „seit den Anfängen der Hochschule“ als Professor an der Hochschule Kehl und ist seit seiner Pensionierung weiterhin als Rechtsanwalt in Freiburg tätig.

## Wirken
Ein Kernaspekt seines Wirkens ist sein Lehrbuch Das Recht der Ordnungswidrigkeiten, das seit 1981 in mehreren Auflagen erschien. „Über lange Jahre hinweg war dieses Lehrbuch so ziemlich allein auf weiter Flur [...] und ist seit langer Zeit ein zuverlässiger Begleiter der Praxis des Ordnungswidrigkeitenrechts.“

## Schriften (Auswahl)
- Günter Rosenkötter (Ko-Autor): Das Recht der Ordnungswidrigkeiten. 7., neu bearb. Aufl. Boorberg, Stuttgart 2011. ISBN 978-3-415-04192-9.

Rezension im Kehler Hochschulmagazin Klartext Heft 1/2012, Seite 38
Rezension im Staatsanzeiger für das Land Hessen 2011, Seite 1468
- Günter Rosenkötter: Das Recht der Ordnungswidrigkeiten. 6., neu bearb. Aufl. Boorberg, Stuttgart 2002. ISBN 3-415-03060-1.

Rezension auf jurawelt.com
Rezension auf referendare.net
- Günter Rosenkötter: Das Recht der Ordnungswidrigkeiten. 5., neu bearb. Aufl. Boorberg, Stuttgart 2000. ISBN 3-415-02670-1
- Günter Rosenkötter: Das Recht der Ordnungswidrigkeiten. 4., neu bearb. Aufl. Boorberg, Stuttgart 1995. ISBN 3-415-02001-0
- Günter Rosenkötter: Das Recht der Ordnungswidrigkeiten. 3., neu bearb. Aufl. Boorberg, Stuttgart 1991. ISBN 3-415-01629-3
- Günter Rosenkötter: Das Recht der Ordnungswidrigkeiten. 2., neu bearb. Aufl. Boorberg, Stuttgart 1988. ISBN 3-415-01370-7
- Günter Rosenkötter: Das Recht der Ordnungswidrigkeiten. Boorberg, Stuttgart 1981. ISBN 3-415-00898-3
- Günter Rosenkötter: Die Sperrwirkung des jugendrichterlichen Beschlusses nach § 45 Abs. 1 Satz 1 JGG. Freiburg i.Br., Univ., Diss., 1969